# سام کلانتری
سام کلانتری (زاده ۵ فروردین ۱۳۵۵) مستندساز ایرانی است. او عکاسی حرفه‌ای را هم‌زمان با ورود به دانشگاه آغاز کرد. کلانتری که در دوران تحصیل در رشتهٔ مهندسی عمران، در کلاس‌های آزاد کارگردانی نیز شرکت می‌کرد، در سال ۱۳۷۹، با پایان دانشگاه و ساخت اولین فیلم کوتاهش، «تمنای مجهول»، وارد عرصهٔ سینمای حرفه‌ای ایران شد.

## کارنامه و جوایز
«تمنای مجهول»، در سال ۱۳۸۰، در اولین حضور بین‌المللی‌اش توانست دیپلمِ افتخارِ بهترین فیلمِ کوتاه داستانی را از دهمین جشنوارهٔ بین‌المللی فیلم کودک اروگوئه نصیب خود کند. پس از این فیلم، سام کلانتری با تأسیس «مؤسسهٔ گسترش سینمای اندیشه» تمرکزش را روی ساخت و تولید آثار مستند گذاشت، از دستاوردهای مهم این مؤسسه می‌توان به دو فیلمِ «جمعه روز بدی بود» (تولید مشترک با کشور فرانسه) و مستندِ بلند «از خانه شماره ۳۷» اشاره کرد. از جمله فعالیت‌های وی در این برهه زمانی، طراحی نور تئاتر «می‌بوسمت و اشک» به کارگردانی محمد عاقبتی است. این تئاتر روایتگر برشی از زندگی نخستین رئیس‌جمهورِ جمهوری چک، واسلاو هاول، بود که هم‌زمان با سالگرد تولد این شخصیت «فرهنگی- سیاسی» در شهر برلین در خانهٔ فرهنگِ کشور چک روی صحنه رفت. سام کلانتری پس از تحصیل سینما در ایرلند و بازگشت به ایران و عضویت در دو «انجمن مستندسازان ایران» و «انجمن تهیه‌کنندگان سینمای مستند ایران»، پروژهٔ «از خانه شماره ۳۷» را به اتمام رساند، پروژه‌ای که چندین سال تحقیق، نگارش و ساخت آن طول کشید. این فیلم، اولین مستندِ بلند دربارهٔ صادق هدایت، نویسندهٔ شهیر ایرانی، است. از سال ۱۳۸۹، کلانتری در کنار تولید و ساخت فیلم، به فعالیت‌های صنفی‌اش در خانه سینما بیش‌تر پرداخت. او ابتدا بازرس اصلی صنف «انجمن تهیه‌کنندگان سینمای مستند ایران» و سپس یکی از اعضای هیئت‌مدیرهٔ این صنف شد. سام کلانتری، علاوه بر فعالیت مستمر در جامعهٔ اصناف سینمای ایران، به تحقیق و پژوهش آثار مستند نیز پرداخت و نامزدی سیمرغ بلورینِ بهترین تحقیق و نگارش برای فیلم «خاطراتی برای تمام فصول» از سی و دومین جشنواره بین‌المللی فیلم فجر و کاندید تندیس بهترین پژوهش از هفتمین جشنواره بین‌المللی سینما حقیقت حاصل تلاش‌های او در این بخش است. از دیگر آثار این مستندساز، فیلم «مانکن‌های قلعه حسن خان» است که علاوه بر شرکت در فستیوال‌های معتبر بین‌المللی توانست در سال ۱۳۹۵ جایزه بهترین کارگردانی مستند را از جشن سینمای ایران برای این کارگردان به ارمغان بیاورد. فیلم فوق توانست علاوه بر جایزه مذکور، جوایز بهترین فیلمبرداری، تدوین و صداگذاری را نیز به خود اختصاص دهد. کلانتری در ادامه مجموعهٔ «گاراژ ۸۸۸» را به تهیه‌کنندگی سامان مقدم کارگردانی کرد. داوری بخش مستندِ جشن سینمای ایران، عضو هیئت انتخاب جشنواره بین‌المللی سینما حقیقت و همچنین داوری بخش انتخابِ ۳۵ جشنواره بین‌المللی فیلم فجر (مستند) از دیگر فعالیت‌های این فیلمساز است. کلانتری هم‌چنین، از سال ۱۳۹۲ تا ۱۳۹۶، چندین نمایشگاه عکس و ویدئو آرت در ایران و دوبی نیز برگزار کرده‌است. از نمایشگاه‌های او در این دوران می‌توان به «تن‌ها»، «کاتالپسی»، «پیله» (گروهی)، «یک تکه زندگی» (گروهی) و «خاک می‌خندد» در تهران و «ایمپرس گالری دبی» اشاره کرد.
او به عنوان رئیس اولین جشن مستقل سینمای مستند از سوی انجمن تهیه‌کنندگان سینمای مستند ایران برگزیده شد.